# Reiss Nelson
Reiss Luke Nelson (London, 1999. december 10. –) angol utánpótlás-válogatott labdarúgó, a Fulham játékosa kölcsönben az angol Premier League-ben szereplő Arsenal csapatától.

## Korai évei és magánélete
Nelson 1999. december 10-én született Elephant and Castle-ben, Londonban, zimbabwei apa és angol anya gyermekeként.  Aylesbury Estate-ben nőtt fel, a londoni tengerészeti iskolába járt. Barátságot kötött a közelben lakó Jadon Sanchóval, aki szintén labdarúgó lett, együtt játszottak több ifjúsági bajnokságban is.

## Pályafutása

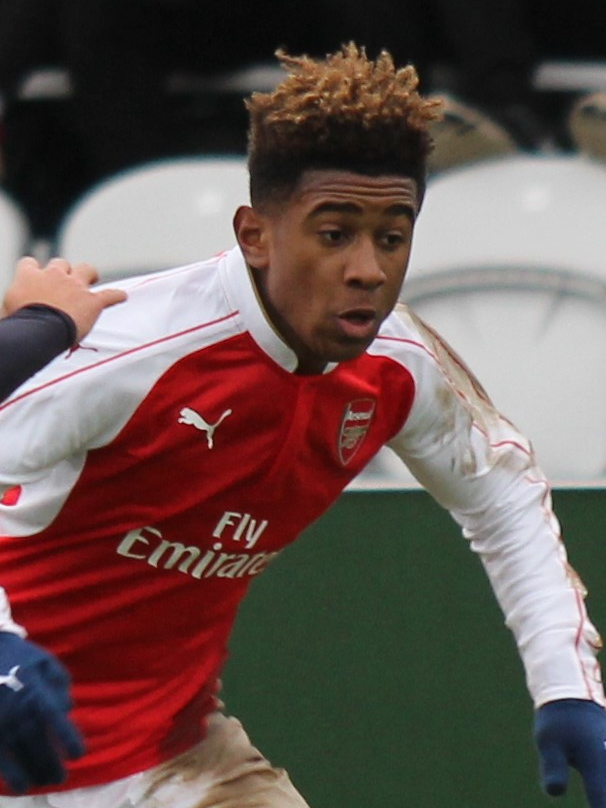
2015-ben az Arsenal ifjúsági együttesében

### Klubcsapatokban

#### Arsenal
Nelson nyolc éves korában csatlakozott az Arsenal akadémiájához, és nagyszerű benyomást tett az ifjúsági edzőkre. Ezt követően rendszeresen a saját korcsoportja fölött szerepelt. Harmincötször játszott az Arsenal ifjúsági csapatában, ebből kilencszer az U-21-es csapatban, a 2016-17-es kiírásban. Számos meggyőző szereplése után 2016. december 10-én, 17. születésnapján, aláírta első profi szerződését a londoni klubbal. Arsène Wenger nevezte Nelsont a 2017–18-as szezon előtti keretbe a felkészülési szezonra.
2017. július 19-én Nelson először a Bayern München ellen szerepelt a felnőtt csapatban, a 2017-es Nemzetközi Bajnokok Kupája szezon előtti mérkőzésén. Első tétmérkőzésén az Arsenal első csapatában a Community Shieldben, a Chelsea ellen csereként szállt be a mérkőzésbe - az Arsenal 4-1-re nyert büntetőpárbajban.
2017. szeptember 14-én debütált az európai porondon is, amikor az Európa-ligában Theo Walcottot váltotta csereként az FC Köln elleni mérkőzés 82. percében. 2017. szeptember 20-án kezdőként léphetett pályára a Doncaster Rovers ellen a Ligakupában.
2018. január 20-án debütált a Premier League-ben egy 4–1-es győzelemmel a Crystal Palace ellen, a 72. percben csereként szállt be a játékba. 2018. április 8-án először volt kezdő a az angol élvonalban, amikor 3-2-es győzelmet aratott csapata a Southampton felett, a 64. percben Jack Wilshere váltotta. 2018. május 17-én Nelson nyerte a PL2 Év Játékosa díját. 2023. július 6-án bejelentették, hogy az Arsenal négyéves szerződést kötött Nelsonnal.

#### 1899 Hoffenheim
2018. augusztus 31-én hosszú távú szerződést írt alá az Arsenallal, majd kölcsönben a Hoffenheimhez került. 2018. szeptember 15-én debütált, a 72. percben csereként a Fortuna Düsseldorf ellen a Bundesligában. Nelson 14 perccel a pályára lépését követően gólt szerzett, azonban ez csapata számára csak szépítő találat volt, ugyanis 2–1-es vereséget szenvedtek.

#### 2019-20-as szezon: visszatérés az Arsenalba
Sikeres kölcsönszereplése után Nelson visszatért az Arsenalba a 2019–20-as Premier League-szezon előtt. Unai Emery menedzser nevezte az első csapatba, a 24-es mezszámot kapta. A szezon első két fordulójában kezdőjátékosként szerepelt a Newcastle United és Burnley ellen. 2019. szeptember 24-én ismét kezdett és végigjátszotta az Arsenal 5-0-s sikerével véget érő Ligakupa-mérkőzését a Nottingham Forest ellen. A találkozón ő szerezte csapata negyedik találatát, ez volt az első gólja a klub színeiben.

#### Feyenooord
2021. augusztus 31-én az Arsenal kölcsönadta a holland Feyenoordnak a következő szezon végéig.

#### Fulham
2024. augusztus 30-án kölcsönbe került a Fulham csapatához. Szeptember 17-én egy emlékezetes, Preston North End elleni Ligakupa mérkőzésen szerezte első gólját új klubjában, a 62. percben talált be. A sorozat történetének leghosszabb tizenegyespárbaját hozó mérkőzésen a 86. percben lecserélték, így már nem volt a pályán, amikor csapata a büntetőpárbaj során 16:15 arányban alulmaradt a másodosztályú együttessel szemben. Négy nappal később, szeptember 21-én ismét betalált, a Newcastle United elleni 3-1 arányban megnyert Craven Cottagen rendezett mérkőzésen talált be, amivel beállította a végeredményt csapata számára. December 6-án combhajlító izom sérülést szenvedett, február 22-én a csapatot irányító Marco Silva elmondta, hogy mivel műteni kell, így lehetséges, hogy a játékos a szezon hátralévő részét teljes egészében kihagyni kényszerül.

## Statisztika
Utoljára frissítve: 2025. február 26.
| Klub                         | Szezon           | Bajnokság        | Bajnokság | Bajnokság | Kupa | Kupa  | Ligakupa | Ligakupa | Nemzetközi kupa | Nemzetközi kupa | Egyéb | Egyéb | Összesen | Összesen |
| Klub                         | Szezon           | Bajnokság        | M.        | Gólok     | M.   | Gólok | M.       | Gólok    | M.              | Gólok           | M.    | Gólok | M.       | Gólok    |
| ---------------------------- | ---------------- | ---------------- | --------- | --------- | ---- | ----- | -------- | -------- | --------------- | --------------- | ----- | ----- | -------- | -------- |
| Arsenal                      | 2017–18          | Premier League   | 3         | 0         | 1    | 0     | 3        | 0        | 8               | 0               | 1     | 0     | 16       | 0        |
| Arsenal                      | 2019–20          | Premier League   | 17        | 1         | 2    | 1     | 1        | 1        | 2               | 0               | —     | —     | 22       | 3        |
| Arsenal                      | 2020–21          | Premier League   | 2         | 0         | 1    | 0     | 1        | 0        | 4               | 1               | 1     | 0     | 9        | 1        |
| Arsenal                      | 2021–22          | Premier League   | 1         | 0         | 0    | 0     | 0        | 0        | —               | —               | —     | —     | 1        | 0        |
| Arsenal                      | 2022–23          | Premier League   | 11        | 3         | 0    | 0     | 1        | 0        | 6               | 0               | —     | —     | 18       | 3        |
| Arsenal                      | 2023–24          | Premier League   | 15        | 0         | 1    | 0     | 2        | 1        | 5               | 0               | —     | —     | 23       | 2        |
| Arsenal                      | 2024–25          | Premier League   | 1         | 0         | 0    | 0     | 0        | 0        | 0               | 0               | —     | —     | 1        | 0        |
| Arsenal                      | Összesen         | Összesen         | 50        | 4         | 5    | 1     | 8        | 2        | 25              | 1               | 2     | 0     | 90       | 9        |
| 1899 Hoffenheim (kölcsönben) | 2018–19          | Bundesliga       | 23        | 7         | 1    | 0     | —        | —        | 5               | 0               | —     | —     | 29       | 7        |
| Feyenoord (kölcsönben)       | 2021–22          | Eredivisie       | 21        | 2         | 1    | 0     | —        | —        | 10              | 2               | —     | —     | 32       | 4        |
| Fulham (kölcsönben)          | 2024–25          | Premier League   | 11        | 1         | 0    | 0     | 1        | 1        | —               | —               | —     | —     | 12       | 2        |
| Karrier összesen             | Karrier összesen | Karrier összesen | 105       | 14        | 7    | 1     | 9        | 3        | 40              | 3               | 2     | 0     | 163      | 21       |

## Sikerei, díjai
Arsenal U23
- Premier League 2: 2017–18[30]

Arsenal
- FA-kupa – győztes: 2019–20[31]
- FA Community Shield: 2017, [10] 2020

Egyéni
- U17-es Európa-bajnokság, a torna All-Star csapatának tagja: 2016[32]
- A hónap Premier League 2 játékosa: 2017. augusztus[33]
- Az év játékosa a Premier League 2-ben: 2017–18[16]
- A hónap Bundesliga újonca: 2018. október[34]
- Arsenal; a szezon gólja: 2022–23[35][36]
- Premier League Game Changer of the Season: 2022–23[37]

## Fordítás
Ez a szócikk részben vagy egészben  a   Reiss Nelson című angol Wikipédia-szócikk ezen változatának fordításán alapul.  Az eredeti cikk szerkesztőit annak laptörténete sorolja fel. Ez a jelzés csupán a megfogalmazás eredetét és a szerzői jogokat jelzi, nem szolgál a cikkben szereplő információk forrásmegjelöléseként.